# 분노 여단
분노 여단(우크라이나어: ЛЮТЬ, 영어: Liut 또는 Lyut, 직역하면 '격노')은 2023년 1월 13일 돈바스 전쟁 당시의 3개 특수부대가 합병되어 창설된 우크라이나 국가 경찰의 공격 여단이다.

## 같이 보기
- 러시아의 우크라이나 침공#무인 지상 차량